# Aura Dione
Maria Louise Joensen, född 1985 i Köpenhamn, är en dansk sångerska. Hon är mer känd under sitt artistnamn Aura Dione. Hon har även färöiskt, spanskt och franskt påbrå. 

## Karriär
År 2008 släppte hon sitt debutalbum Columbine som 2011 hade sålt fler än 100 000 exemplar över hela världen. Från albumet kom även den internationella debutsingeln "I Will Love You Monday (365)" som blev mycket framgångsrik och certifierades platinum i Tyskland för 300 000 sålda exemplar. Den 4 november 2011 släppte hon sitt andra studioalbum Before the Dinosaurs.

## Diskografi

### Album
| År   | Information                                    | Topplacering | Topplacering | Topplacering | Topplacering | Topplacering |
| År   | Information                                    | Danmark      | Grekland     | Schweiz      | Tyskland     | Österrike    |
| ---- | ---------------------------------------------- | ------------ | ------------ | ------------ | ------------ | ------------ |
| 2008 | Columbine - Släppt: 28 januari 2008            | 3            | 46           | 30           | 44           | 31           |
| 2011 | Before the Dinosaurs - Släppt: 4 november 2011 | 11           | -            | 36           | 14           | 30           |

### Singlar
| År   | Singel                               | Topplacering | Topplacering | Topplacering | Topplacering | Topplacering |
| År   | Singel                               | Bulgarien    | Danmark      | Schweiz      | Tyskland     | Österrike    |
| ---- | ------------------------------------ | ------------ | ------------ | ------------ | ------------ | ------------ |
| 2009 | "I Will Love You Monday (365)"       | -            | 20           | 2            | 1            | 2            |
| 2010 | "Song for Sophie (I Hope She Flies)" | -            | 16           | 68           | 12           | 18           |
| 2010 | "Something from Nothing"             | -            | 7            | -            | 90           | -            |
| 2011 | "Geronimo"                           | -            | 1            | 7            | 1            | 1            |
| 2012 | "Friends" (med Rock Mafia)           | 2            | 6            | 10           | 4            | 3            |
| 2012 | "In Love with the World"             | -            | 5            | -            | -            | -            |